# The Pirate (1948)
The Pirate is een Amerikaanse muziekfilm uit 1948 onder regie van Vincente Minnelli. Destijds werd de film uitgebracht onder de titel De piraat.

## Verhaal
Manuela droomt ervan te trouwen met de beroemde piraat Macoco. Op een dag ontmoet ze een kermisgoochelaar die zich uitgeeft als haar held. De echte Macoco is inmiddels een oude man, die burgemeester van de stad is geworden.

## Rolverdeling
| Acteur                | Personage        |
| --------------------- | ---------------- |
| Judy Garland          | Manuela          |
| Gene Kelly            | Serafin          |
| Walter Slezak         | Don Pedro Vargas |
| Gladys Cooper         | Tante Inez       |
| Reginald Owen         | Advocaat         |
| George Zucco          | Vicekoning       |
| The Nicholas Brothers | Dansers          |
| Lester Allen          | Oom Capucho      |
| Lola Deem             | Isabella         |
| Ellen Ross            | Mercedes         |
| Mary Jo Ellis         | Lizarda          |
| Jean Dean             | Casilda          |
| Marion Murray         | Eloise           |
| Ben Lessy             | Gumbo            |
| Jerry Bergen          | Bolo             |

## Filmmuziek
- Nina
- Mack the Black
- Pirate Ballet
- You Can Do No Wrong
- Be a Clown
- Love of My Life
- Be a Clown